# 菲塞
菲塞（法語：Fuissé，法語發音：[fɥise]）是法国索恩-卢瓦尔省的一个市镇，属于马孔区。

## 地理
菲塞（46°16'49"N, 4°44'36"E）面积4.86 平方千米，位于法国勃艮第-弗朗什-孔泰大區索恩-卢瓦尔省，该省份为法国中部省份，北起顺时针与科多尔省、汝拉省、安省、罗讷省、卢瓦尔省、阿列省和涅夫勒省接壤。
与菲塞接壤的市镇（或旧市镇、城区）包括：索吕特雷-普伊、尚特雷、沙尔奈莱马孔、莱讷、马孔、万泽勒。

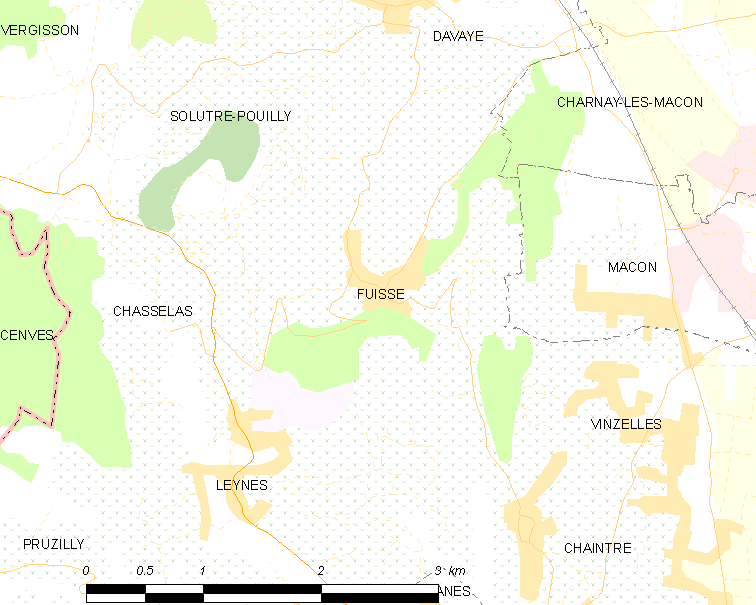
菲塞的OSM定位图

菲塞的时区为UTC+01:00、UTC+02:00（夏令时）。

## 行政
菲塞的邮政编码为71960，INSEE市镇编码为71210。

## 政治
菲塞所属的省级选区为拉沙佩勒德甘谢县。

## 人口

1962-2008年间菲塞人口变化图示

菲塞于2022年1月1日时的人口数量为354人。